# Michael Simms
Michael Simms (* 26. Juli 1974 in Sacramento als Michael Eddie Sims junior) ist ein US-amerikanischer Boxer.

## Amateurkarriere
Der 1,88 m große Linksausleger war ein herausragender Amateurboxer im Halbschwergewicht. Er gewann 1999 die US-Meisterschaften in Colorado Springs, die National Golden Gloves in Syracuse und die Weltmeisterschaften in Houston. Er siegte dabei gegen den Niederländer Erik van den Heuvel, den Engländer David Haye, den Kubaner Umberto Savigne sowie Ali Ismailov aus Aserbaidschan und John Dovi aus Frankreich.
Im Februar 2000 gewann er die US-Olympiaausscheidung in der Herausforderer-Klasse (Challenger’s Bracket) für die Sommerspiele in Sydney. Er wurde jedoch aus disziplinarischen Gründen durch Olanda Anderson ersetzt, den Gewinner der Olympiaausscheidung in der Meister-Klasse (Champion’s Bracket), dem Simms zudem im Finale der US-Meisterschaften 2000 unterlegen war. Dieser schied in Sydney aber medaillenlos aus.

## Profikarriere
Noch im Jahr 2000 wechselte Simms ins Profilager und gewann seine ersten zwölf Kämpfe in Folge, davon zehn durch Knockout. Gegen den ungeschlagenen Felix Cora junior (10:0) erreichte er im März 2003 jedoch nur ein Unentschieden. Gleich in seinem nächsten Kampf im Februar 2004 erlitt er seine erste Niederlage, als er dem ungeschlagenen Kubaner Yanqui Díaz (7:0) knapp nach Punkten unterlag. Beim Kampf um die US-Meisterschaft im Cruisergewicht am 25. Juni 2004 verlor er diesmal auch gegen Felix Cora junior knapp nach Punkten.
Eine weitere Punktniederlage am 13. Mai 2005 gegen Wadim Tokarew (18:0) leitete schließlich den Niedergang seiner anfangs erfolgreichen Profilaufbahn ein. Denn schon drei Monate später verlor er gegen Ola Afolabi (9:1) und vier weitere Monate später gegen Marco Huck (11:0). Weitere Niederlagen unter anderem gegen Roman Greenberg (24:0), Grigory Drozd (28:1), Yoan Pablo Hernández (16:1), Troy Ross (21:1) und Matt Godfrey (19:1) folgten.
Am 5. Dezember 2009 erzielte er einen einsamen Erfolg mit dem Punktesieg gegen den Deutschen Martin Kempf (12:1), der anschließend seine Boxkarriere beendete. Doch schon im März 2010 verlor er nach Punkten gegen Alexander Frenkel (21:0) und im September 2011 erstmals vorzeitig gegen Rachim Tschachkijew (10:0). Eine weitere K.-o.-Niederlage erlitt er am 4. Februar 2012 gegen Mateusz Masternak (24:0).